# Katarzyna Konat
Katarzyna Konat (17 gennaio 1996) è una calciatrice polacca, difensore dello Huelva e della nazionale polacca.
A scadenza di contratto, dal 1º luglio 2025 vestirà la maglia del Braga.

## Carriera

### Club
Con la maglia dell'SMS Łódź Konat ha vinto la Coppa di Polonia nell'edizione 2012-2013.

### Nazionale
Ai Campionati europei under 17 disputati nel giugno 2013 ha vinto il titolo continentale di categoria.

## Statistiche

### Cronologia presenze e reti in nazionale
| Cronologia completa delle presenze e delle reti in nazionale ― Polonia | Cronologia completa delle presenze e delle reti in nazionale ― Polonia | Cronologia completa delle presenze e delle reti in nazionale ― Polonia | Cronologia completa delle presenze e delle reti in nazionale ― Polonia | Cronologia completa delle presenze e delle reti in nazionale ― Polonia | Cronologia completa delle presenze e delle reti in nazionale ― Polonia | Cronologia completa delle presenze e delle reti in nazionale ― Polonia | Cronologia completa delle presenze e delle reti in nazionale ― Polonia |
| Data                                                                   | Città                                                                  | In casa                                                                | Risultato                                                              | Ospiti                                                                 | Competizione                                                           | Reti                                                                   | Note                                                                   |
| ---------------------------------------------------------------------- | ---------------------------------------------------------------------- | ---------------------------------------------------------------------- | ---------------------------------------------------------------------- | ---------------------------------------------------------------------- | ---------------------------------------------------------------------- | ---------------------------------------------------------------------- | ---------------------------------------------------------------------- |
| 16-2-2022                                                              | La Manga                                                               | Irlanda                                                                | 2 – 1                                                                  | Polonia                                                                | Pinatar Cup 2022 - Quarti di finale                                    | -                                                                      |                                                                        |
| 22-2-2022                                                              | La Manga                                                               | Slovacchia                                                             | 2 – 0                                                                  | Polonia                                                                | Pinatar Cup 2022 - finale 7º posto                                     | -                                                                      |                                                                        |
| Totale                                                                 |                                                                        | Presenze                                                               | 2                                                                      |                                                                        | Reti                                                                   | 0                                                                      |                                                                        |

## Palmarès

### Club
- Campionato polacco: 2

Medyk Konin: 2014-2015
SMS Łódź: 2021-2022
- Coppa di Polonia femminile: 1

SMS Łódź: 2012-2013

### Nazionale
- Campionato d'Europa under 17: 1

2013